# مسرح سعودي
المسرح السعودي هو فن أدائي يُقدم على المسارح في السعودية، تشرف عليه وزارة الثقافة، يهدف إلى تعزيز القيم الثقافية والاجتماعية، وللجمعية العربية السعودية للثقافة والفنون دور في رعاية ودعم المسرح السعودي في جميع مناطق المملكة.
بدأ النشاط المسرحي في السعودية مع أول مسرحية كتبها الشاعر عبدلله الحسين بعنوان "الظالم لنفسه" عام 1932، أما البداية الفعلية كانت عندما بدأت العروض المسرحية تقام على المسارح السعودية عام 1950 مثل مسرحية صلاح الدين وعبد الرحمن الداخل، وفي عام 1960 -1970 تحولت المسرحيات إلى مسرحيات اجتماعية تقدم إلى جميع أفراد المجتمع.
وبلغ عدد المسرحيات التي أقيمت في العام 2018 على مسارح السعودية في مختلف مناطق المملكة 273 مسرحية بحسب الإحصائية التي قدمتها الجمعية العربية السعودية للثقافة والفنون. كما قدّمت الهيئة العامة للترفيه (44) مسرحية خلال العام 2019، معظم هذه العروض كانت محلية، وشهد بعضها مشاركة فنانين خليجيين، أبرزها مسرحية "الذيب في القليب" للفنان ناصر القصبي.
تنقسم العروض الأدائية التي يقدمها المسرح السعودي إلى عدة أقسام منها: المسرح المدرسي، المسرح الاجتماعي أو "الجماهيري"، والمسرح التجريبي، المسرح النخبوي، والمسرح الأكاديمي.
في يناير عام 2020، أُسست هيئة المسرح والفنون الأدائية للنهوض بالمجال المسرحي ودعمه وتشجيع الاستثمار فيه. كما أصدر في أكتوبر 2021، وزير الموارد البشرية والتنمية الاجتماعية قراراً بتأسيس أول جمعية مهنية للمسرح والفنون الأدائية، والتي تشكّل مجلس إدارتها برئاسة ناصر القصبي، وعضوية كل من الدكتور سامي الجمعان، وراشد الشمراني، وخالد الباز، وياسر مدخلي، وفهد الحوشاني، ورؤى الصحاف، وياسر بكر، وسامي الزهراني، وفاطمة البنوي، وسميرة الخميس. في عام 2019، تأسست الفرقة الوطنية للمسرح والموسيقى واتخذت مركز الملك فهد الثقافي مقراً لها.

## نشأة المسرح السعودي
نشأ من خلال العروض المسرحية التي كان يقدمها الطلاب في المدارس، بإشراف من وزارة المعارف والتي تحولت الآن لوزارة التعليم، ونهض المسرح بعد ذلك بعد تأسيس جمعية الثقافة والفنون عام 1393، وبدأت الجامعات والجمعيات بإقامة المسابقات وجلب المخرجين الأكاديميين وعمل الدورات ودعم مواهب الطلاب.
بدأت الكتابة المسرحية قبل ظهور المسرح نفسه في السعودية، وقد ظهر أول نص مسرحي مكتوب عام  1932، ألفه الشاعر حسين عبد الله سراج بعنوان "الظالم لنفسه" كما قام بكتابة النص المسرحي «جميل بثينه» عام 1942 ، وكتب أيضًا في عام 1952، نص مسرحية «غرام ولادة».
مارس الكتابة المسرحية الأدبية آخرون مثل أحمد عبدالغفور عطار الذي كتب "الهجرة" عام 1946، و"الملحمة" عام 1964، وفي عام 1952، كتب عبد الله عبد الجبار نص مسرحية «العم سحنون» وفي عام 1954، كَتب «الشيطان الأخرس». أمّا في عام 1960، كتب محمد مليباري "فتح مكة" و"مسيلمة الكذاب"، وكتب عبدالله بوقس، وعصام خوقير نص (الليل لما خلى)، ونص مسرحية نسائية بعنوان (مونوكليا) لإبراهيم حمدان.
عام 1960 - 1970، تحولت المسرحيات إلى مسرحيات اجتماعية تقدم لجميع أفراد المجتمع كمسرحية «الغواص» و«لك يوم ياظالم»، وفي عام 1980 قامت جمعية الثقافة والفنون بعرض مسرحيات عديدة منها «بيت من ليف» لناصر مبارك.

## المسرح المدرسي السعودي
يندرج المسرح المدرسي تحت نشاطات وزارة التعليم السعودية، والتي تقيم بين فتره وأخرى أكثر من مهرجان ومسابقة مسرحية تساعد على التنافس المسرحي بين المدارس والمناطق. ولها أيضا مشاركات خارجيه سواء على مستوى الخليج العربي، والوطن العربي.
يعود أقدم تأريخ للمسرح المدرسي بالسعودية إلى عام 1935 عند زيارة الملك عبدالعزيز بن عبدالرحمن آل سعود مدينة عنيزة بمنطقة القصيم، حيث حضر فيها مسرحية مدرسية بعنوان (كسرى والوفد العربي)، إلى جانب ثلاث مسرحيات أخرى هي (الشاهي والدارسين)، (الأعمى)، (حوار بين العامية والفصحى). ويقال أن مسيرته المؤثرة اتضحت في عام 1959 عند عودة أحد رجالات القصيم الشيخ صالح بن صالح من إحدى دول الخليج العربي، وعمله على تنشيط المسرح المدرسي. فعلم الطلاب آنذاك التمثيل، وأسند لهم الأدوار. لكن محاولاته واجهت قلة الدعم فتوقفت عند ذلك الحد.
وعند بحث بدايات المسرح المدرسي السعودي يذكر اسم الممثل السعودي عبد العزيز الهزاع، الذي استدعي إلى بغداد لأداء أدوار تمثيلية في عام 1955. وفي المنطقة الغربية كانت تقدم المسرحيات على مسرح مدارس الفلاح، وكان يقدمها عبد الله خوجة. وفي عام 1960 تم تأسيس أول دار مسرح في السعودية على يد أحمد السباعي.
وشهد عام 1973 عرض أول مسرحية على الجمهور بمدينة الرياض في السعودية، تحت عنوان (طبيب بالمشعاب) وهي ترجمة عن نص الأديب الفرنسي موليير (طبيب بالإكراه). ترجم النص الشاعر اللبناني إلياس أبو شبكة، وأخرج المسرحية إبراهيم الحمدان رئيس الجمعية العربية السعودية للثقافة والفنون في ذلك الوقت.

## المسرح الأكاديمي السعودي
أسهمت الرئاسة العامة لرعاية الشباب (وزارة الرياضة حالياً) التي كانت تتولى إدارة الأندية الرياضية بتنشيط المسرحيات على مسارح الأندية الرياضية المختلفة، وقد تكفلت بإنشاء قسم "الفنون المسرحية"، فأصبحت فيما بعد تشرف على الأندية الأدبية والجمعية العربية السعودية للثقافة والفنون بعد تأسيسهما، والتي قدمت عشرات العروض المسرحية وأظهرت مئات الممثلين، مما أدى إلى تطور نشاط المسرح طوال فترة الستينيات والسبعينيات والثمانينيات، لا سيما في ظل تنظيم الرئاسة لمهرجان ثقافي وفني سنوي حتى توقفه في عام 1984، وكان أحد أهم الروافد الأولى لهذا النشاط نادي الفنون الشعبية الذي تأسس في الأحساء عام 1971، وضم قسمًا للموسيقى والمسرح والفنون التشكيلية الثقافية والشعبية، وتحول هذا النادي إلى "جمعية الفنون الشعبية" عام 1972، وانضم إلى الجمعية العربية السعودية للثقافة والفنون كأول فرع للمركز الرئيسي بالرياض عام 1974، وقد تأسس هذا النادي آنذاك على يد مجموعة من فناني الأحساء، من ضمنهم عبدالرحمن الحمد وحسن العبدي وخالد الحميدي وعبدالعزيز المرزوق وصالح التنم وخالد الخير الله وعمر العبيدي، وآخرون. وقد ذكر عبدالرحمن الخريجي في كتابه (نشأة المسرح السعودي) أكثر من مئة اسم، عدّهم الجيل الأول لتلك الفترة من المسرح السعودي، وهي أغلب الأسماء التي أثرت على الحركة المسرحية في بدايتها.
في بداية الثمانينات قررت الرئاسة العامة لرعاية الشباب (وزارة الرياضة حاليًا)، ابتعاث عدد من الفنانين في مجالات عدة منها: التمثيل والإخراج والديكور والتأليف، لدول عربية وخليجية وأجنبية. وفي عام 2012 قامت شركة أرامكو السعودية ممثلة بمركز الملك عبدالعزيز الثقافي بالتعاقد مع مسرح الشباب الوطني البريطاني وجذب أسماء متخصصة في مجال المسرح (تمثيل - إخراج -ديكور- اضاءة - كتابه - صوت)، وذلك لتدريب عدد كبير من المهتمين بالمسرح، وكانت الدورة مكثفة وأقيمت في المنطقة الشرقية (الدمام - الأحساء) وتم تخريج ما يقارب 100 شاب في المجالات المذكورة سابقًا. وفي عام 2013، عاد الطاقم البريطاني لتقديم دورة بدائية ودورة أخرى احترافية، وعلى إثرهما تم تخريج ما يقارب 80 شاب، وأقيمت أيضًا في (الدمام - الاحساء). كما اُختير 10 شباب من المتميزين لإرسالهم للمملكة المتحدة لتزويدهم بالثقافة والتجربة المسرحية. وبعد عودتهم للسعودية، أنتجت شركة أرامكو إحدى المسرحيات العالمية (ألف ليلة وليلتان)، شكلت المسرحية أحد أهداف المركز المتمثل بالتبادل الثقافي، لاحتواء طاقمها على عدد من المسرحيين البريطانيين والسعوديين.

## المسرح الاجتماعي
يُقدَم لجميع أفراد المجتمع ويطرح القضايا الاجتماعية بقوالب مختلفة. وقد حقق المسرح الاجتماعي في السعودية حضوراً جيداً وخاصةً في السبعينيات والثمانينيات الميلادية، حيث توجه المسرحيون نحو المسرح الاجتماعي خاصة، وقدموا عروضاً حققت رواجاً جماهيرياً كبيراً، ثم تراجع المسرح الاجتماعي أو الجماهيري وتصدر المسرح النخبوي لعوامل عديدة؛ من أهمها أن المسرح لم يستطع تحقيق جماهيرية شعبية، كما ابتعد الكثير من الموهوبين عنه لقلة المردود المادي، أو للانتقال إلى المسلسلات التلفزيونية التي كانت تحقق شهرةً واسعة، فمعظم نجوم التلفاز في تلك الفترة كانوا من خريجي المسرح، كما كانت هناك عوامل اجتماعية مؤثرة، مثل تغييب العنصر النسائي، ونفوذ بعض الآراء الفقهية المتعلقة بالموسيقى، مما أثر في المستوى الفني للأعمال المسرحية، وربما كان السبب الأهم للتراجع المسرحي الجماهيري هو غياب البنية التحتية بغياب قاعات المسارح العامة، لا سيما أن مسارح الجامعات والأندية الأدبية وجمعيات الثقافة والفنون بالإضافة إلى محدوديتها فإن تجهيزاتها لم تعد مواكبة لما يتطلبه المسرح المعاصر، ويمكن القول إن المسرح في تلك الفترة كان محدوداً بعروض نخبوية تُعرض في مقرات جمعية الثقافة والفنون وسط حضور محدود، أو على هوامش معارض الكتب، أو في الاحتفالات والمهرجانات الوطنية مثل الجنادرية وسوق عكاظ، أو مهرجانات المسرح السنوية، وأشهرها مسرح الدمام والأحساء والطائف وجدة، كما قابل هذا التراجع الجماهيري تصاعد في حضور المسرح النخبوي على مستوى المشاركة في المهرجانات العربية والدولية وتحقيق عدد من الجوائز والإنجازات، بالإضافة لاستمرار قدر من النشاط المسرحي بشقيه الجماهيري والنخبوي في بعض المدن والمناطق السعودية مثل المنطقة الشرقية غالباً.

## المسرح التجريبي
نشأ المسرح التجريبي في السعودية عام 1989 مثلت فيه المملكة مسرحية «عويس التاسع عشر» في مهرجان القاهرة للمسرح التجريبي في دورته الثانية. ويقدم المسرح التجريبي صورة قصة أسطورية أو خيالية. 

## المرأة في المسرح السعودي
يعود تاريخ بداية مشاركات المرأة في المسرح السعودي إلى النصف الأوّل من السبعينات الميلادية. عبر عروض قدمت في مدارس البنات، ثم الجامعات والمراكز والجمعيات النسائية. وانحصرت لوقت طويل مشاركات المرأة بالتمثيل المسرحي ضمن فرق مسرحية هاوية، أسستها ممثلات ومهتمات في المدن السعودية. اقتصرت العروض على الحضور النسائي، وقد تناولت قضايا النساء وهمومهن. لم تنل هذه المشاركات نصيبا وافرا من التوثيق. أما مشاركة المرأة ككاتبة نص وسيناريو فقد لاقت اهتمامًا أكبر، وبرزت عدة كاتبات مسرحيات، بدايات عام 1975، منهن هند باغفار، وفاء طيب ووثر الميمان، ورجاء عالم، وآمنة الجهني، وأخيراً ملحة عبدالله التي أثرت في المسرح السعودي بنحو 50 مسرحية فضلاً عن تخصصها في مجال المسرح وقد تم تكريمها عام 2010، في ملتقى النص المسرحي في الرياض.
وفي مطلع الألفية الثالثةِ خف ارتباط المسرح النسائي بالمؤسسات الاجتماعية، واتجه نحو الجماهيرية. فأصبحت تقام العروض الجماهيرية الترفيهية، وقدمت المسرحيات ضمن عددٍ من المهرجانات، تحت مظلة جمعيات الثقافة والفنون حول السعودية. وبدأت النساء تولي مناصب قيادية في إدارة اللجان المتخصصة بشؤون المسرح النسائي في المؤسسات الحكومية. وفي عام 2015 عرضت مسرحية في مركز الملك فهد الثقافي بالرياض، بث التلفزيون السعودي موجزًا منها على شاشته، ونشرت صور الممثلات المشاركات في جريدة الرياض.
في عام 2017 تأسس أوّل مسرح نسائي رسمي لا يتبع جهة تعليمية أو مؤسسة اجتماعية، تحت مظلة جمعية الثقافة والفنون في جدة. وقد بدأ تكوينه قبل ذلك بـ 3 سنوات، وضمَّ في بداياته 75 فتاة، ويقدم عروضَه على مسرح الجمعية ويشارك في الفعاليات الثقافية والاحتفالات والمهرجانات الأخرى. وشهد عام 2018 مشاركة مسرحيّة للمرأة، وصفت بالأولى بعد 50 عامًا على غياب المرأة عن العروض الجماهيرية في السعودية. وذلك ضمن مسرحية أعلنت عنها الهيئة العامة للترفيه بالسعودية، على مسرح دار العلوم بمدينة الرياض بعنوان (حياة الإمبراطور). وفي العام نفسه شاركت الممثلات ضمن مشروع «مسرح السعودية»، أحد مشاريع مجلس مبادرات إمارة منطقة مكة المكرمة. وهو عبارة عن إعادة تأسيس لمسرح الشباب السعودي عبر الاستفادة من تجربة (مسرح مصر). ويقدم مسرح السعودية مسرحياته للعموم على مسرح النادي الأدبي الثقافي في جدة.
توالت بعدها المسرحيات التي تشارك فيها المرأة بجانب الرجل، ومن ضمنها مسرحية (الدائرة المستقيمة) من كتابة أمل الحربي، وقد عُرضت المسرحية في منطقة البلد في جدة ضمن موسم جدة بتنظيم من المجلس الفني السعودي ووزارة الثقافة، وتُعد أول مسرحية سعودية تُقام في (الشارع).

## مسرح الطفل
ظهر مسرح الطفل في السبعينيات الميلادية وتحديداً من خلال جهود عبد الرحمن المريخي التي قدمها في مسرح نادي الجيل بمحافظة الأحساء، وأبرزها مسرحية (ليلة النافلة) التي يعيد إليها الكثيرون ريادة مسرح الطفل ليس السعودي فحسب بل الخليجي أيضاً، حيث عُرضت المسرحية الكويتية الشهيرة (السندباد البحري) سنة 1978، في حين سبقها عرض مسرحية ليلة النافلة سنة 1976، وبفضل هذه الجهود أُطلق على الأستاذ عبد الرحمن المريخي لقب "رائد مسرح الطفل السعودي". كما استمر عطاء المسرحيين السعوديين في مسرح الطفل كأحمد أبو ربعية من المدينة المنورة، وعبد الله آل عبد المحسن، ومشعل الرشيد، وفهد الحوشاني، وإبراهيم الخميس، وسامي الجمعان، ومحمد السحيمي، وعمر الجاسر.

## الفرق المسرحية
يعبّر مصطلح الفِرق المسرحية السعودية، عن الكيانات الثقافية التي تمثّل أدوار النصوص المسرحية المكتوبة بواسطة كتّاب مسرحيين سعوديين، وهي عبارة عن مجموعة من الممثلين الهواة أو المُحترفين، يتعاونون معهم تحت رعاية جمعية الثقافة والفنون باختلاف مواقع تلك الفرق ضمن 13 منطقة إدارية في السعودية. هناك فرق مسرحية سعودية مستقلة مادياً وإدارياً عن جمعية الثقافة والفنون، وتتعاون معها ضمن احتفالات معينة فقط. وقد تأسست جمعية المسرحيين السعوديين عام 2007، في ظلّ وزارة الثقافة والإعلام (وزارة الثقافة حالياً)، وساهمت في الترخيص للعديد من الفرق الأهلية للممارسة المسرحية في السعودية، بالإضافة إلى تطوير المواهب وإقامة الدورات، ومهرجان الفرق الأهلية المسجلة للجمعية في العام 2011.
كما تندرج الفرق المسرحية غالباً تحت أندية المسرح في الجامعات، أو تحت لجان المسرح في الفروع المختلفة للجمعية العربية السعودية للثقافة والفنون، مع تفاوت في نشاط الجمعية المسرحي بين الفروع المختلفة، إذ تتقدم فروع الطائف والأحساء والدمام من حيث النشاط الكمي ومن حيث الجودة وحصد الجوائز على الصعيدين المحلي والدولي، ومن حيث الإقبال الجماهيري المرتفع نسبيا في هذه الفروع أيضاً، تليها فروع الجمعية في جدة والرياض، كما تحتضن هذه الجمعيات المسرحيات المقدمة من فِرق خارج المدينة أيضاً؛ مما يسمح بالاحتكاك ونقل التجارب والخبرات، وتعد الفروع الثلاثة (الطائف والأحساء والدمام) هي الفروع الوحيدة التي تمتلك مسرحها الخاص لإقامة العروض، بينما تضطر الفرق المسرحية في الجمعيات الأخرى إلى استئجار أو استعارة مسارح من إدارات التعليم أو من الجامعات والكليات لإقامة عروضها الخاصة، كما ساعد وجود المسرح الخاص للفروع الثلاثة على تنويع المسرحيات ما بين المسرحيات النخبوية التي تحظى بإقبال جماهيري محدود في الغالب، والمسرحيات الاجتماعية أو الترفيهية التي تحظى بإقبال جماهيري واسع.

## التعليم والتدريب
يتجه الهواة إلى التعلم الذاتي أو التعلم بالممارسة عن طريق الانخراط في فرق المسرح في فروع جمعية الثقافة والفنون أو في الجامعات، كما تقدم الجهات الخاصة (مسرح السعودية، والكوميدي كلوب بجدة، والمدينة كوميدي كلوب بالمدينة المنورة، وبيت الكوميديا) تجارب أداء يتقدم لها الراغبون في صقل مواهبهم، ولكن ذلك يقتصر غالبًا على المجال الكوميدي أو عروض الـ Standup comedy. كما أعلنت وزارة الثقافة في 2019، عن إطلاق برنامج الابتعاث الثقافي، والذي يشمل مجال المسرح، بعد ذلك في مطلع عام 2020، أعلنت الوزارة عن توقيع مذكرتي تفاهم مع وزارة التعليم والمؤسسة العامة للتدريب التقني والمهني لتعزيز البرامج التعليمية والأنشطة الثقافية في التعليم، وإطلاق مسارات عملية في مجالات التدريب التقني والمهني، في مختلف المجالات الثقافية، بما في ذلك المسرح.

## المهرجانات المسرحية السعودية
للمهرجانات السعودية أثر كبير في حضور المسرح السعودي وتطور أدواته، خاصة مهرجان الجنادرية الذي تجاوزت دوراته 30 دورة، وله أثره الواضح في المسرحيين السعوديين كما توجد مهرجانات أخرى منها:
- مهرجان الدمام المسرحي
- مهرجان الأحساء المسرحي
- مهرجان الطائف المسرحي
- مهرجان جدة المسرحي
- مهرجان الجنادرية المسرحي بالطائف. الذي يقام بالتزامن مع المهرجان الوطني للتراث والثقافة "الجنادرية" منذ عام 1993حتى اليوم.
- مهرجان سوق عكاظ بالطائف منذ عام 1428 حتى اليوم.[25]
- مهرجان الرياض للمسرح.[26]

## المسارح في السعودية
رغم وجود عدد كبير من القاعات والمسارح التي تُقام فيها العروض المسرحية على مدار العام، نحو (70) مسرحاً، منها مسارح (32) جامعة، إلا أن أهم التحديات التي تواجه الصناعة المسرحية في السعودية هو غياب المسرح المجهز، فجميع هذه المسارح التي تُقام عليها حالياً العروض المسرحية المختلفة هي قاعات ندوات ومسارح مُعدة للأنشطة المنبرية المختلفة، وليست مجهزة خصيصاً من أجل العروض المسرحية، ويتقدم مسرح مركز الملك عبدالعزيز الثقافي العالمي (إثراء) على باقي المسارح من حيث التجهيزات والمعدات، ولكنه ما زال مقتصراً على عدد محدود من العروض المستوردة في السنة، ولم يفتح المجال للعروض المحلية أو لتبني المواهب، مما يجعل الحاجة ماسّة لبناء مسارح وطنية كبرى، ومسارح أخرى صغيرة معدّة ومجهزة بأدوات المسرح الحديث تنتشر في مختلف مدن السعودية، ويوفر “مسرح السعودية" الذي قام باستئجار مسرح نادي جدة الأدبي، وهو مسرح مُعد للمحاضرات العامة، وقام بإعادة تجهيزه بأدوات محدودة؛ كي يقدم عليه العروض الأسبوعية على مدار العام، وباستثناء الجهات الأربع (مسرح السعودية، والكوميدي كلوب بجدة، والمدينة كوميدي كلوب بالمدينة المنورة، وبيت الكوميديا بالدمام) فلا وجود دائم للقطاع الخاص  في المجال المسرحي إلا من خلال العروض المؤقتة عبر الهيئة العامة للترفيه أو مواسم السعودية المختلفة.
وفي العام 2023 بلغ عدد المسارح في المملكة 263 مسرح حسب ما أشارت البيانات المفتوحة الخاصة في وزارة الثقافة، حيث يوجد اليوم مسارح كبيرة مجهزة منها:
- مسرح الفنان محمد عبده أكبر المسارح المتخصصة بطاقة استيعابية تصل إلى 18 ألف شخص.
- مسرح أبو بكر سالم، بسعة 7 آلاف مقعد.
- مسرح طلال مداح (المفتاحة)، ويتسع لحوالي 3800 شخص.
- مسرح محمد العلي يستوعب أكثر من 600 شخص.[29]
- مسرح بكر الشدي.[30]
- مسرح مركز الملك فهد الثقافي في الرياض يتّسع لنحو 3000 شخص.
- مسرح مرايا في العلا، ويتسع لنحو 500 شخص.[31]
- مسرح عبادي الجوهر أرينا، في جدة. تزامن افتتاحه مع «موسم جدة 2024م» بإقامة «ليلة وردة» أولى الأمسيات الغنائية في يوليو.[32][33] يعد من أكبر المسارح المتخصصة بطاقة استيعابية تصل إلى 16 ألف شخص.[34] وبني المسرح على مساحة نحو 80 ألف متر مربع، واستغرق بناؤه مدة قياسية هي 117 يومًا.[35]

## حقائق عن المسرح السعودي[14][36]
| الحدث                                                                 | التاريخ     |
| --------------------------------------------------------------------- | ----------- |
| أول نص مسرحي كتبه عبد الله سراج بعنوان "الظالم نفسه"                  | 1932        |
| بداية العروض المسرحية على المسارح السعودية                            | 1950        |
| بدأ تقديم مسرحيات اجتماعية تقدم إلى جميع أفراد المجتمع                | 1960 - 1970 |
| عرض جمعية الثقافة والفنون لمسرحيات منها "بيت من ليف " و"الحل المفقود" | 1980        |
| بداية تقديم عروض المسرح التجريبي                                      | 1989        |
| صدر قرار وزير الثقافة والإعلام بتأسيس جمعية المسرحيين السعوديين       | 2007        |
| تأسيس هيئة المسرح والفنون الأدائية                                    | 2020        |
| أول مسرحية سعودية تُعرض خلال جائحة كورونا العالمية.                    | 2020        |
| تأسيس أول جمعية مهنية للمسرح والفنون الأدائية برئاسة ناصر القصبي      | أكتوبر 2021 |